# Thiếu úy

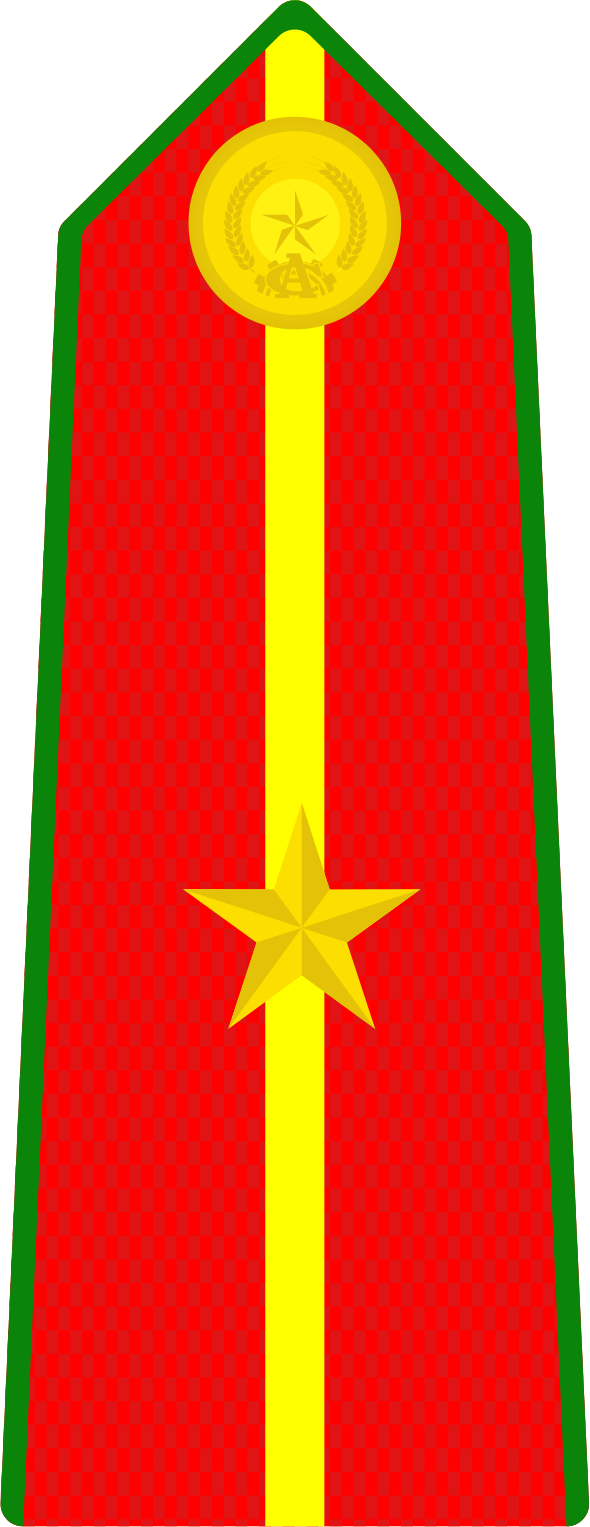
Thiếu úy CANDVN

Thiếu úy là một cấp bậc quân hàm khởi đầu của sĩ quan trong nhiều lực lượng vũ trang quốc gia hoặc lãnh thổ. Cấp bậc này dưới cấp Trung úy.

## Cấp bậc Thiếu úy trong một số lực lượng vũ trang quốc gia

### Việt Nam

#### Quân đội Nhân dân Việt Nam
Trong Quân đội Nhân dân Việt Nam, cấp bậc Thiếu úy được đặt ra lần đầu tiên bởi Sắc lệnh 33/SL ngày 22 tháng 3 năm 1946. Đây là cấp bậc khởi đầu của sĩ quan chỉ huy và tham mưu, thường dành cho vị trí trung đội trưởng trong quân đội. Thiếu úy trong Quân đội có cấp hiệu màu vàng, xanh dương, xanh lá tùy quân binh chủng. Thiếu úy có 1 sao màu vàng và 1 gạch kim loại màu vàng. Thiếu úy QNCN có thêm 1 vạch hồng rộng 5mm chạy dọc cấp hiệu (như của Công an).

#### Công an Nhân dân Việt Nam
Thiếu úy Công an Nhân dân Việt Nam thường đảm nhận chức vụ tiểu đội trưởng, trung đội phó hoặc trung đội trưởng. Cấp hiệu Thiếu úy Công an có màu đỏ, viền xanh lá cây, chính giữa có một vạch thẳng rộng 5mm màu vàng chạy dọc theo chiều dài cấp hiệu và có 1 ngôi sao màu vàng đặt giữa vạch vàng. Thiếu úy Sĩ quan chuyên môn kĩ thuật có vạch màu xanh dương rộng 5mm chạy dọc cấp hiệu như sĩ quan chỉ huy.